# Еньки (Подляское воеводство)
Е́ньки (пол. Jeńki) — деревня в Высокомазовецком повете Подляского воеводства Польши. Входит в состав гмины Соколы. Находится примерно в 26 км к северо-востоку от города Высоке-Мазовецке. По данным переписи 2011 года, в деревне проживало 400 человек.
В 1921 году в деревне было 70 жилых домов, в которых проживало 494 жителя (236 мужчин и 258 женщин, 493 поляка и 1 белорус).
В 1975—1998 годах деревня входила в состав Ломжинского воеводства.